# Procellaria
Procellaria là một chi chim trong họ Procellariidae.